# إثيل إل. باين
إثيل إل. باين (بالإنجليزية: Ethel L. Payne) هي صحفية أمريكية، ولدت في 14 أغسطس 1911 في شيكاغو في الولايات المتحدة، وتوفيت في 28 مايو 1991.